# Reinhold Krug
Reinhold Robert Ernst Krug (* 29. August 1926 in Wernigerode; † 27. Januar 1991) war ein deutscher Musiker und Komponist. Er war Professor an der Hochschule für Musik zu Berlin.

## Leben
Reinhold Krug war der einzige Sohn von Walter Krug (1897–1978), der selbst ausgebildeter Kirchenmusiker, Klavierlehrer und Klavierstimmer war, und Elisabeth, geb. Sonnabend (1901–1985).

Die erste musikalische Ausbildung erhielt er durch seinen Vater. Nach dem 8. Schuljahr besuchte er die Orchesterschule der Hochschule für Musik in Berlin-Charlottenburg. Krug studierte dort Querflöte als Hauptfach bei Professor Gustav Scheck. Dieses Studium konnte er noch vor seiner Einberufung zur Wehrmacht 1943 abschließen.

Reinhold Krug 1967, am heimischen Flügel

Krug geriet im Dezember 1944 in Heltau, Siebenbürgen, Rumänien in sowjetische Kriegsgefangenschaft, kam ins Lazarettlager (Erfrierungen an den Händen) und kehrte erst im Mai 1946 nach Hause zurück. Nach seiner Rückkehr nahm er sein Studium an der Hochschule für Musik wieder auf und studierte Komposition bei Professor Konrad Friedrich Noetel, einem Hindemith-Schüler. Der frühe Tod dieses Musikers traf Reinhold Krug so sehr, dass er vorerst keinen anderen Lehrer akzeptieren konnte und kompositorisch alleine weiterarbeitete.
Durch seinen Dirigier-Dozenten, Prof. Theodor Jacoby, erhielt Reinhold Krug frühzeitig die Gelegenheit, auch selbst zu unterrichten. Er nahm einen Lehrauftrag am Musikinstitut der Berliner Humboldt-Universität an und unterrichtete Gehörbildung, Theorie, Querflöte und Blockflöte. Profiliert durch diese Tätigkeit erhielt Reinhold Krug von seinem ehemaligen Lehrer Gustav Scheck das Angebot, als Lehrer für Flöte nach Freiburg im Breisgau an die Hochschule für Musik zu kommen, das er aber ausschlug.
Nach einigen Zwischenstationen als Programmgestalter beim Rundfunk und als Mitarbeiter der Musikredaktion des Verlages Volk und Wissen wurde er zum Direktor des Konservatoriums der neu gegründeten Hochschule für Musik, die später den Namen „Hanns Eisler“ bekam, berufen. Dort unterrichtete er Theorie, Gehörbildung und vor allem Querflöte und war dann Konrektor der Hochschule.

Reinhold Krug war in der folgenden Zeit neben seiner Lehrtätigkeit erfolgreich als Chor- und Orchesterleiter in vielen Laienensembeln tätig. Er beschäftigte sich daneben sehr mit Musik aus der Zeit der Anfänge der Polyphonie um 1000–1400 und leitete eine Gruppe von Musikern, zu der unter anderem auch seine Frau Heilwig Krug und sein Sohn Friedemann gehörten, die diese Musik auf Kopien historischer Instrumente zur Aufführung brachte. Die Instrumente ließ Reinhold Krug bei Instrumentenbauern im Vogtland nach alten Vorbildern nachbauen.

Reinhold Krug 1977, Orchesterprobe

Die meisten seiner Kompositionen entstanden für die Praxis seiner vielseitigen Tätigkeiten als Lehrer, Orchester- und Chorleiter. Reinhold Krugs musikpädagogisches Talent fand schließlich umfassende Entfaltungsmöglichkeit bei der künstlerischen Leitung der Spezialschule für Musik, die der Hochschule für Musik Hanns Eisler angegliedert war. Schon zuvor hat er Anfang der 1960er Jahre das Pioniersinfonieorchester, das dem Zentralhaus der Jungen Pioniere Berlin angegliedert war, gegründet. Über 10 Jahre leitete er dieses Orchester ehrenamtlich, dem auch zeitweilig sein jüngster Sohn Leonhardt, heute Hornist im Orchester in Halle an der Saale, als Schüler der Spezialschule für Musik angehörte. Später wurde das weit über den Rahmen Berlins hinaus bekannte und geschätzte Orchester in „Jugendsinfonieorchester“ umbenannt. Für dieses Orchester schrieb Reinhold Krug fast alle seine Orchesterkompositionen.
Viele der damaligen Schüler der Spezialschule sitzen heute in bekannten Orchestern oder unterrichten selbst an Musikschulen. Mitten in seinem schaffensreichen Leben erlag Reinhold Krug am 27. Januar 1991, am Wettbewerbstag für „Jugend musiziert“, an dem einige seiner Schüler auch an diesem Tag spielten, einem Herzinfarkt.

## Nachruf
Eine ehemalige Schülerin der Spezialschule schreibt 1991 anlässlich des Todes von Reinhold Krug:
Reinhold Krug habe ich meinen Einstieg in die Musik zu verdanken – wie so viele, viele andere. Das „Concertino für Cello und Orchester“ (1965) durfte ich uraufführen, und habe es später auch einige meiner Schülerinnen spielen lassen. Damit verbindet sich nicht nur das wunderbare Erlebnis, mit Orchester spielen zu können, damit verbinden sich Erinnerungen wie Tränen im Publikum, erste Liebe im Orchester, Tourneen, ... Aufregung, ... Bewältigung von Schwierigkeiten, ... Glücksgefühl. S.A. (heute Solocellistin der Staatsoper Berlin)

## Werke (Auswahl)
- Fünf deutsche Tänze für Sopranblockflöte, Altblockflöte und Gitarre. In: Bruno Henze: Das Gitarrespiel, Heft 15a, S. 15, Friedrich Hofmeister Musikverlag, T 4017, Leipzig 1965
- Bläsertrio für Trompete (Bb), Horn (F) und Posaune (Posaunenchor ad lib.). Verlag Vogt & Fritz, VF 1170, Schweinfurt
- Trialog für Flöte, Violoncello und Klavier. Verlag Vogt & Fritz, VF 1226, Schweinfurt